# Het probleem Gobelijn
Het probleem Gobelijn is het 304e stripverhaal van Jommeke. De reeks wordt getekend door Studio Jef Nys. Het verscheen op 7 april 2021.

## Verhaal
Zonnedorp is in de ranglijst van beste dorpen om te wonen gezakt van de eerste naar de tweede plaats. Volgens de hoofdredacteur van Het Nieuwsblad is dit te wijten aan uit de hand gelopen uitvindingen van professor Gobelijn in het verleden. De burgemeester van Zonnedorp geeft Jommeke, Flip en Filiberke de opdracht om professor Gobelijn het uitvinden te verhinderen. De volgende dag is professor Gobelijn jarig. Hij krijgt van Jommeke en zijn vrienden en met de hulp van Jan Haring een bootreis naar Schotland en een verblijf bij de Jampuddings cadeau. De professor wil echter terug naar zijn laboratorium om aan zijn nieuwe uitvinding te werken en vertrekt ongemerkt terug naar Zonnedorp. De burgemeester stuurt de politie op de professor af om zijn laboratorium te sluiten. Wanneer de professor toch in zijn laboratorium geraakt via het dak schakelt de politie de deurwaarder in, om alles in beslag te laten nemen. Professor Gobelijn neemt zijn intrek bij zijn collega professor Denkekop, om daar verder uit te vinden. Samen nemen ze een deel van het in beslag genomen materieel mee naar het laboratorium van Denkekop. Hun uitvinding wordt een mechanisch konijn waardoor dierproeven overbodig zouden worden en waarmee alle ziektes genezen zouden kunnen worden. Het nieuws doet al snel de ronde in het hele land, waardoor de burgemeester ontdekt dat de professor weer bezig is met uitvinden. Hij laat beide professoren arresteren en opsluiten in de gevangenis. Wanneer blijkt dat ze aan een uitvinding werkten, in opdracht van de minister waardoor dierproeven overbodig worden en allerlei ziektes te genezen worden ze weer vrijgelaten. Zonnedorp staat weer op de eerste plaats voor het beste dorp.

## Achtergronden bij het verhaal
- Dit verhaal bevat verwijzingen naar eerdere uitvindingen van professor Gobelijn die uit de hand liepen waaronder Kinderen baas, Het staartendorp, De Samsons, Neuzen bij de vleet en De babbelpil.